# Michael Joncas
Jan Michael Joncas (21 de dezembro de 1951) é um padre, teólogo litúrgico e compositor de música católica contemporânea, mais conhecido por seu hino "On Eagle's Wings" ("Nas asas da águia"). Ele obteve um mestrado em liturgia na Universidade de Notre Dame em 1978 e estudou no Pontifício Instituto Litúrgico de Roma. Foi ordenado ao sacerdócio em 1980 e leciona na Universidade de St. Thomas (St. Paul, Minnesota), na Universidade de Notre Dame e em cursos de verão na Escola de Teologia de Saint John (Collegeville, Minnesota).